# Stenopsyche schmidi
Stenopsyche schmidi är en nattsländeart som beskrevs av Weaver 1987. Stenopsyche schmidi ingår i släktet Stenopsyche och familjen Stenopsychidae. Inga underarter finns listade i Catalogue of Life.